# آرثر روبرتس
آرثر روبرتس (بالإنجليزية: Arthur Roberts)‏ (1 يناير 1876 في المملكة المتحدة - ) هو لاعب كرة قدم بريطاني (وحمل سابقاً جنسية المملكة المتحدة لبريطانيا العظمى وأيرلندا) في مركز مهاجم داخلي. لعب مع ستوك سيتي.